# Shay Brennan
Seamus Anthony Brennan, conhecido por Shay Brennan  (6 de maio de 1937 - 9 de junho de 2000), foi um futebolista irlandês nascido na Inglaterra e que jogou a maior parte de sua carreira no Manchester United.

## Carreira
Seu primeiro jogo no Manchester United foi em uma partida da FA Cup contra o Sheffield, em 19 de fevereiro de 1958; Este foi o primeiro jogo do United após o desastre aéreo de Munique e Brennan marcou duas vezes em uma noite emocionalmente carregada. Ele estava jogando como um lateral-esquerdo neste jogo, o cargo foi deixado vago após a morte de David Pegg e as lesões a Albert Scanlon no acidente.
Ele ganhou com o United os campeonatos da Primeira Divisão de 1965 e 1967, bem como a Liga dos Campeões. 
Mesmo nascido em Manchester, na Inglaterra, ele jogou internacionalmente para a Seleção Irlandesa de Futebol, foi o primeiro internacional irlandês a se qualificar dessa maneira. 
Ele se aposentou no Manchester United em 1970, depois de jogar 359 jogos e marcar seis gols.
Brennan mudou-se para a Irlanda, onde se tornou o jogador-treinador do Waterford United, ganhando dois títulos e mais três títulos internacionais. Ele saiu no final da temporada 1973-74.
Ele morreu, com 63 anos, depois de sofrer um ataque cardíaco ao jogar golfe perto de Waterford, em 9 de junho de 2000 e foi enterrado em sua cidade adotiva de Tramore. Ele foi o primeiro membro do time vencedor da Liga dos Campeões de 1968 a morrer, o segundo sendo George Best em novembro de 2005.

## Títulos

### Como jogador
Manchester United
- Football League First Division: 1964–65, 1966–67
- Supercopa da Inglaterra: 1965, 1967
- Liga dos Campeões da UEFA: 1967–68

### Como treinador
Waterford United
- Liga da Irlanda: 1971–72, 1972–73
- Copa da Liga da Irlanda: 1973–74
- Top Four Cup: 1970–71, 1972–73
- Texaco Cup: 1974-75